# Josa gounellei
Josa gounellei är en spindelart som först beskrevs av Simon 1897.  Josa gounellei ingår i släktet Josa och familjen spökspindlar. Inga underarter finns listade i Catalogue of Life.